# Torquay United FC
Torquay United Football Club is een Engelse voetbalclub uit Torquay (Devon). De club speelt in de National League South. Thuiswedstrijden worden afgewerkt op Plainmoor, dat een capaciteit heeft van 6.100 toeschouwers.
De club kwam tussen 1927 en 2014, met uitzondering van het seizoen 2007/08 en 2008/09 uit in de English Football League. Ze speelden nooit hoger dan het derde niveau. Torquay United behaalde tot op heden zeven keer de vierde ronde van de FA Cup en verloor in 1989 de finale van de Football League Trophy van Birmingham City FC.

## Geschiedenis

### Ontstaan tot de Tweede Wereldoorlog
De club werd opgericht in 1899 door enkele studenten. Na een paar seizoenen met vriendschappelijke wedstrijden voegde de club zich bij de East Devon League en won in 1909 de Torquay District League. Een jaar later fusioneerde de club met plaatselijke rivaal Ellacombe en werd zo Torquay Town. Er werd verhuisd van de Recreation Ground naar het huidige stadion Plainmoor dat gedeeld werd met Babbacombe. Beide clubs speelden in dezelfde reeks, de Plymouth & District League waar Torquay Town kampioen werd in 1912.
De verstandhouding tussen beide clubs was niet zo best tot ze uiteindelijk fuseerden in 1921, Town wilde graag een professionele club worden en zo Exeter City en Plymouth Argyle achternagaan en na vele discussies besloot Babbacombe uiteindelijk toe te geven aan een fusie. In hun eerste professionele seizoen in de Western League werd Torquay United 5de en sloot zich daarna aan bij de Southern League. Daar werd de club kampioen in 1927 en werd dan verkozen tot de Football League ten koste van Aberdare Athletic dat uit de League werd gestemd. Torquay begon in de Third Division South, de eerste wedstrijd was tegen Exeter City. Aan het einde van het seizoen eindigde Torquay onderaan en moest herverkozen worden.
Gedurende de jaren dertig worstelde Torquay met financiële problemen, die werden verergerd toen in 1930 het dak van het stadion werd afgeblazen. Ze slaagden er twaalf seizoenen lang ook niet in om hoger dan de tiende plaats te eindigen. In de laatste paar seizoenen voordat het competitievoetbal werd opgeschort door de Tweede Wereldoorlog, worstelde Torquay in de Third Division South en eindigde als 20e, 20e en 19e van de 22 deelnemende teams. In 1939 kwalificeerde Torquay zich voor de finale van de Third Division South Cup, een toernooi waarin de club in de finale van 1934 eerder met 1-0 had verloren van Exeter City. De finale van 1939 (die tegen Queens Park Rangers of Port Vale zou zijn geweest) werd echter nooit gespeeld vanwege het uitbreken van de Tweede Wereldoorlog.
Toen het league-voetbal in 1946 werd hervat, bleef United worstelen en eindigde dat seizoen als 19e. Echter, mede dankzij de vaak scorende nieuwe spits Sammy Collins, eindigde de club in 1949 voor de allereerste keer hoger dan de tiende plaats, namelijk op plek negen. In 1950 werd de vijfde plek behaald.

### De gloriedagen: Webber en O'Farrell
In 1954 veranderde United hun clubkleuren opnieuw, waarbij de zwart-witte strepen werden veranderd in goud en blauw, kleuren die de club tot op de dag van vandaag heeft behouden. Naast nieuwe kleuren kwam er dat seizoen ook nieuw succes, namelijk in het FA Cup toernooi. Na Cambridge United (4-0) en Blyth Spartans (1-3) verslagen te hebben, werden the Gulls voor de derde ronde gekoppeld aan Leeds United, dat een niveau hoger uitkwam. Van Torquay werd niet verwacht dat ze op Elland Road een gunstig resultaat zouden behalen, maar ze wisten de ploeg uit Yorkshire op een 2-2 gelijkspel te houden. Bij de return, op 12 januari, waren 11.000 fans getuige van een bijzondere wedstrijd. Torquay United versloeg Leeds in eigen huis met maarliefst 4-0 en moest de volgende ronde spelen tegen Huddersfield Town uit de First Division. Deze wedstrijd werd met 1-0 verloren.
Na het bekeravontuur liep Torquay in het seizoen 1956/57 op doelsaldo promotie naar de Second Division mis. Het seizoen was goed begonnen en tegen april was de mogelijkheid van een eerste promotie naar het tweede niveau het gesprek van de dag. Na thuisoverwinningen op Northampton Town, Southampton, Newport County en Queens Park Rangers was Torquay koploper met één punt voorsprong op Ipswich Town, toen onder leiding van Alf Ramsey. Op de laatste speeldag speelde Torquay uit bij Crystal Palace, waar ze bij een overwinning zeker weten zouden promoveren. Ze speelden echter met 1-1 gelijk op Selhurst Park en Ipswich Town won hun laatste wedstrijd, waardoor Ipswich op doelsaldo kampioen werd en promoveerde. United slaagde er niet in de goede vorm het volgende seizoen door te trekken en eindigde op de 22e plaats. Ze werden hierdoor ingedeeld in de nieuwe Football League Fourth Division.
Met Eric Webber nogsteeds aan het roer, eindigde United hun eerste seizoen op het nieuwe laagste profniveau op de twaalfde plaats. Het volgende seizoen was de club weer in vorm en op 27 april 1960 promoveerde Torquay United terug naar de Third Division toen ze op eigen veld Gillingham met 2-0 versloegen. Echter, na slechts twee seizoenen in de Third Division degradeerde de ploeg weer. Op de laatste speeldag, in mei 1962, werd met 4-2 verloren van Barnsley waarmee degradatie een feit was. Torquay kwam zowel in het seizoen 1962/63 als 1963/64 dicht bij promotie, ze eindigden achtereenvolgend als derde en als zesde. In 1963 haalde Webber spits Robin Stubbs voor clubrecordbedrag van £6.000,- van Birmingham City. Hij werd in zijn debuutseizoen clubtopscorer met 24 doelpunten in 34 wedstrijden.
Torquay's FA Cup-run van 1964/65 was het hoogtepunt van een teleurstellend seizoen, omdat United opnieuw niet terugkeerde naar de Derde Klasse. Na in de eerste ronde naar Canterbury City te zijn gereisd en ze met 6-0 te hebben verslagen, werd Colchester United in de tweede ronde met 2-0 verslagen op Plainmoor. In de derde ronde werd Torquay thuis geloot aan het grote Tottenham Hotspur. Torquay speelde thuis knap met 3-3 gelijk dankzij twee doelpunten van Robin Stubbs in de laatste minuten van de wedstrijd. Het betekende dat Torquay af mocht reizen naar White Hart Lane voor een return. Voor het oog van 55.000 toeschouwers won Tottenham Hotspur dit duel met 5-1. Torquay United zou de competitie afsluiten op een twaalfde plaats, wat reden was voor het ontslag van Eric Webber, die na vijftien jaar als trainer de club verliet.
De vervanger van Webber was Frank O'Farrell, die net de Southern League-titel had behaald met Weymouth FC. In zijn eerste seizoen leidde O'Farrell Torquay naar een derde plek en dus promotie naar de Third Division. Tijdens de volgende seizoenen gebruikte O'Farrell zijn connecties bij West Ham United om veel ex-Hammers naar Plainmoor te brengen, zoals John Bond en ex-international Ken Brown. Aan het einde van het seizoen 1967/68 kwam United weer dicht bij promotie naar Division Two. De ploeg stond met pasen bovenaan, maar door een slecht slot van de competitie werd het seizoen afgesloten met een vierde plaats, twee punten achter het gepromoveerde duo Oxford United en Bury FC. Het O'Farrell-tijdperk eindigde in 1969, toen hij vertrok naar eersteklasser Leicester City. Farrell zou later nog tweemaal terugkeren bij the Gulls, zij het beide keren voor één seizoen.

### Teleurstelling in de lagere klassen

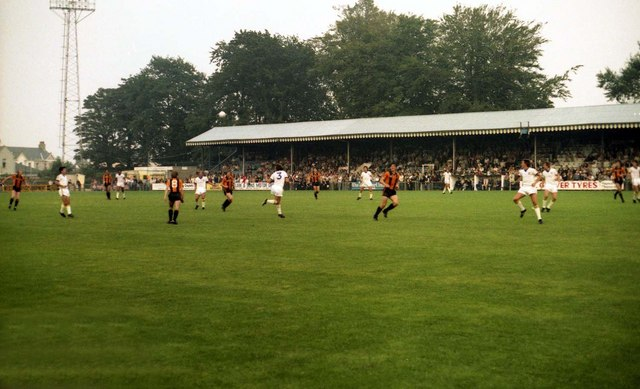
Torquay United speelt op Plainmoor, 1981

Aan het einde van het volgende seizoen werd sterspeler Robin Stubbs verkocht aan Bristol Rovers voor £ 12.000. Na twee seizoenen in de middenmoot te zijn geëindigd, degradeerde Torquay in 1972 weer naar het laagste profniveau. Een decennium lang eindigde Torquay consequent in de middenmoot van de competitie. Pas in het seizoen 1984/85 gebeurde er weer wat benoemswaardig.
Torquay eindigde als hekkensluiter van de Fourth Division en moest zich voor het eerst in hun historie herverkiesbaar stellen om in de Football League te kunnen blijven. Om de problemen van de club nog erger te maken, verwoestte een 'verdachte' brand op 17 mei 1985 (slechts zes dagen na Bradford City-stadionramp) de helft van de tribune, waarbij een derde van de oude tribune werd verwoest. Niemand raakte gewond, maar daardoor zakte de capaciteit van het stadion tot onder de 5.000. Voor het seizoen 1985/86 werd David Webb algemeen directeur en hij stelde Stuart Morgan aan als coach. Echter, voor het tweede opeenvolgende jaar eindigde Torquay United onderaan in de Fourth Division en moest opnieuw een herverkiezing aanvragen. De laatste club die twee seizoenen op rij onderaan de competitie eindigde, Workington, verloor destijds hun competitieplaats, maar het bod van Torquay was succesvol.
In het seizoen 1986/87 werd promotie en degradatie geïntroduceerd van de Football Conference naar de Fourth Division en vice versa. De laatste van de Fourth Division zou degraderen en de kampioen van de Football Conference zou promoveren. Torquay United wist op de slotdag degradatie af te wenden. Net voor de laatste speeldag stond de club voorlaatste met 47 punten samen met Tranmere Rovers, onder hen stond Burnley FC met 46 punten en één plaats boven hen Lincoln City dat het minste in gevaar leek. De laatste wedstrijd was tegen Crewe Alexandra en Crewe leidde na de eerste helft met 2-0, Burnley en Tranmere leken hun wedstrijd te winnen waardoor Torquay zou degraderen maar uiteindelijk speelde de club in blessuretijd gelijk en kwam op gelijke hoogte met Lincoln City dat degradeerde. Tijdens die wedstrijd deed zich een opmerkelijk incident voor. Omdat het vanwege de tussenstand onrustig werd op de tribunes, haalde de politie de honden erbij om de orde te handhaven. Verdediger Jim McNichol ging achter een bal aan richting de zijlijn, maar werd daar gebeten door een politiehond. Het behandelen van de wond van McNichol duurde vijf minuten. In de blessuretijd die werd toegevoegd vanwege dit incident, scoorde Torquay de goal die ze nodig hadden om in de Fourth Division te blijven.

### Een nieuw tijdperk en de Bateson-jaren
De start van het seizoen 1987/88 markeerde het begin van een nieuw tijdperk in de geschiedenis van Torquay United. Cyril Knowles werd manager en zorgde voor een positieve wending in het fortuin van de club. Het seizoen begon met een 6-1 thuisoverwinning op Wrexham en Torquay miste uiteindelijk nipt automatische promotie, maar een play-off plaats werd gehaald. In de play-off finale bleek Swansea City echter over twee wedstrijden te sterk. Tijdens dit seizoen won Torquay in de League Cup thuis met 1-0 van Tottenham Hotspur, voor velen een flashback naar de bekerwedstrijd van 1965. De destijds 16-jarige Lee Sharpe maakte dat jaar zijn debuut. In mei 1988 stapte hij over naar Manchester United, dat £180.000,- voor hem betaalde en dus ging het de boeken in als een van de grootste transfers uit de clubgeschiedenis van Torquay. Sharpe zou later ook uitkomen voor het Engels voetbalelftal.
Bijna een jaar later, in mei 1989, verscheen United voor het eerst op Wembley, in de finale van de Football League Trophy. Torquay had Swansea City en Cardiff City in de groepsfase van de hand gedaan voordat ze Gillingham, Bristol Rovers, Hereford United en ten slotte Wolverhampton Wanderers versloegen om de finale te bereiken. Voor het oog van 46.513 toeschouwers kwam Torquay op 1-0 tegen Bolton Wanderers, maar Bolton won uiteindelijk met 4-1.
Mike Bateson nam in mei 1990 het voorzitterschap van Torquay over van Lew Pope. Torquay won opnieuw promotie op 31 mei 1991. In de play-off finale werd Blackpool FC na strafschoppen verslagen, waardoor Torquay terugkeerde in de Third Division. The gulls degradeerden echter al na een seizoen. De introductie van de FA Premier League aan het einde van het seizoen zorgde ervoor dat ze bleven spelen in de Third Division (de Fourth Division verdween). In 1994 haalde de ploeg met een krap budget weer de play-offs, maar promotie zat er niet in.
Aan het einde van het seizoen 1995/96 eindigde Torquay onderaan in de Third Division na een rampzalige seizoen en lag degradatie uit de Football League in het verschied. Ze werden echter gered van degradatie doordat het stadion van Stevenage Borough ongeschikt werd geacht voor League-voetbal. Twee seizoenen later mocht de ploeg weer aantreden op Wembley, toen ze de finale van de play-offs bereikten. Hierin werden ze echter afgetroefd door Colchester United. Rond de eeuwwisseling had Torquay het zwaar en werd een aantal keer degradatie naar de Football Conference ternauwernood voorkomen.
In 2004 viel er eindelijk weer wat te vieren voor Torquay United en iedereen die de club een warm hart toedraagt. Aan het einde van het seizoen 2003/04 promoveerde Torquay naar de Second Division, die voorafgaand aan het seizoen hernoemd was naar League One. Hun verblijf in het derde niveau van de voetbalpiramide duurde echter maar één seizoen, aangezien een nederlaag op de laatste dag tegen Colchester United degradatie betekende.
In de 3e ronde van de FA Cup, seizoen 2005/06, slaagde Torquay erin een 0-0 gelijkspel op de mat te leggen tegen Birmingham City, maar ze verloren de return op St Andrew's met 2-0. De competitie verliep echter niet goed en ze brachten het merendeel van het seizoen door in de degradatiezone van de League Two. Ian Atkins werd in april aangesteld als opvolger van trainer John Cornforth en onder zijn leiding bleef Torquay de laatste vier wedstrijden ongeslagen. Hierdoor wisten ze zich te handhaven en werd het seizoen afgesloten op een twintigste plek. Het volgende seizoen sloeg het noodlot echter toe. Torquay United eindigde als hekkensluiter en degradeerde voor het eerst in tachtig jaar uit de English Football League. Wat volgde was veel onrust binnen de club. Mike Bateson trad af als voorzitter en werd vervangen door Mervyn Benney. Verder werd de algemeen directeur ontslagen, evenals trainer Keith Curle. Oud-trainer Leroy Rosenior werd gehaald, maar werd dezelfde dag ook weer ontslagen.

### Eerste periode in de Football Conference

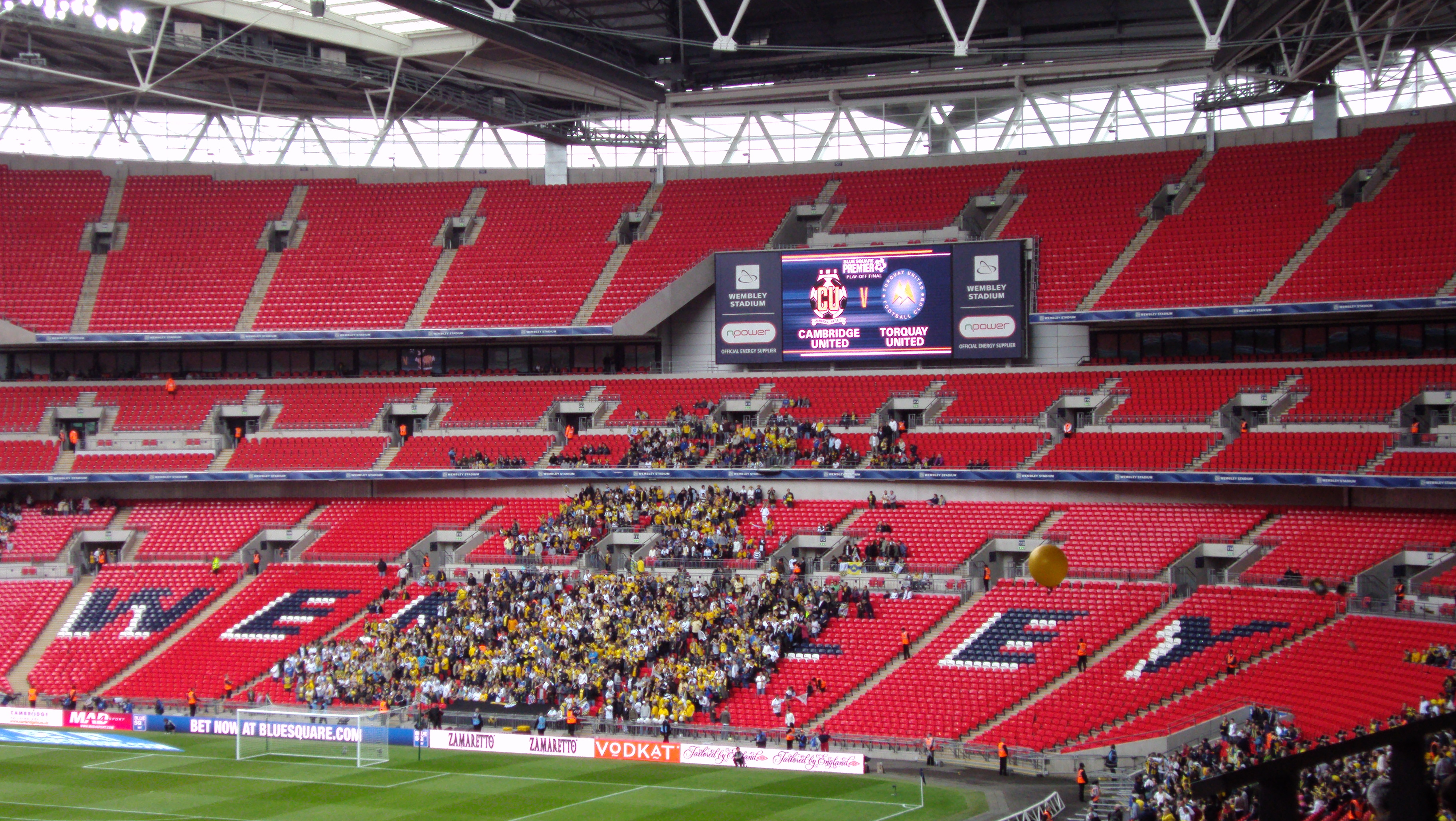
Torquay-supporters in het Wembley Stadium, mei 2009

Torquay United eindigde hun eerste seizoen in de Football Conference op een derde plaats, achter Aldershot Town en Cambridge United. In de play-offs die volgden, werden ze in de halve finale uitgeschakeld door rivaal Exeter City. Op 10 mei 2008 verloor Torquay met 1-0 in de FA Trophy-finale van Ebbsfleet United op Wembley. Oud-speler Chris McPhee scoorde vlak voor rust de winnende treffer voor Ebbsfleet.
Torquay begon hun tweede seizoen in de Conference Premier net zo slecht als het eerste was afgelopen en pakte slechts 5 punten in hun eerste 7 wedstrijden. Echter, de volgende drie maanden zouden de beste in jaren zijn, aangezien Torquay van 7 september 2008 tot 2 december 2008 ongeslagen bleef en daarmee een ongeslagen record van 17 wedstrijden vestigde. Ze bereikten de derde ronde van de FA Cup dankzij een overwinning van 2-0 op Oxford United eind november. Het begin van 2009 was wankel, maar op 3 januari 2009 versloeg Torquay thuis Blackpool 1–0 in de derde ronde van de FA Cup om voor het eerst in 19 jaar de 4e ronde van het toernooi te bereiken, waar ze tegenover Coventry City stonden. The Gulls hadden in januari moeite om te scoren en, tegen Coventry City voor een uitverkocht Plainmoor, verloren ze een wedstrijd die ze hadden moeten winnen. Aan het einde van de maand verloren ze van Southport FC met 3-0 in de derde ronde van de FA Trophy, waarmee dit bekertoernooi ook ten einde kwam.
Torquay United promoveerde op 17 mei 2009 terug naar de Football League na een 2-0 overwinning op Cambridge United in de play-off finale van de Conference Premier op Wembley. Met doelpunten van aanvoerder Chris Hargreaves en topscorer Tim Sills zegevierde Torquay met 2-0 over Cambridge in een wedstrijd die door meer dan 35.000 fans werd bekeken.

### Promotie terug naar de Football League
In hun eerste seizoen terug in League Two eindigde Torquay het seizoen op de 17e plaats met 57 punten. Na overwinningen op Cheltenham Town en Stockport County, ging de club door naar de derde ronde van de FA Cup 2009-2010, waar ze met 1-0 verloren van Brighton & Hove Albion.
Het volgende seizoen bereikte Torquay United de vierde ronde, wat het clubrecord evenaarde. Op 29 januari 2011 hadden ze de mogelijkheid om door te gaan naar de vijfde ronde van de FA Cup, maar verloren ze met 0-1 van Crawley Town uit de Conference Premier. Er was nog meer ellende voor Torquay United-fans de volgende dag toen de loting voor vijfde ronde de FA Cup uitwees dat Crawley Town tegen Manchester United mocht aantreden. Hierdoor liepen the Gulls een hoop geld en een mooi affiche mis.
In datzelfde seizoen werd Torquay 7e, wat garantie gaf voor deelname aan de play-offs. Ze kwamen tegen Shrewsbury Town in de halve finale en vorderden door naar de finale dankzij een 2-0 overwinning over twee wedstrijden. Op zaterdag 28 mei 2011 verloren ze met 1-0 in de finale van Stevenage en bleven ze dus in League Two voor het seizoen 2011/12. Paul Buckle nam ontslag de dag na de nederlaag en verkaste naar Bristol Rovers, waarbij hij assistent-trainer Shaun North en verschillende Torquay-spelers meenam naar het Memorial Stadium. Het volgende seizoen (2011/12) haalde Torquay wederom de play-offs, maar ditmaal werden ze in de halve finale al uitgeschakeld door Cheltenham Town.
Twee jaar later volgde een nieuwe degradatie uit de Football League. Dat was ondanks de 3-1 overwinning op Mansfield Town op de laatste speeldag, nadat directe concurrenten Bristol Rovers en Northampton Town hun wedstrijden hadden gewonnen.

### Recente jaren
De jaren die volgden na de degradatie waren erg zwaar voor Torquay. De club haalde de komende drie seizoenen niet eens het hoofdtoernooi van de FA Cup en ontsnapte in 2016 en 2017 aan verdere degradatie. Dit kwam mede door financiele problemen van de club, die sinds de degradatie uit de Football League waren begonnen. In december 2016 werd Torquay gered doordat het bedrijf Gaming International (GI) uit Swindon de club overnam. Op 21 april 2018 degradeerde Torquay United voor het eerst in de clubhistorie naar de National League North, het zesde niveau, na een 1-1 gelijkspel bij Hartlepool United.
Torquay bleef vertrouwen in hoofdtrainer Gary Owers, die mocht blijven. Maar de matige start van het seizoen van Torquay, met slechts 12 punten en 5 doelpunten in 9 wedstrijden, betekende dat Owers na een jaar de club verliet. Een dag later, op 13 september 2018, werd Gary Johnson gepresenteerd als nieuwe coach. De club ging beter presteren onder zijn leiding, bleef vier maanden ongeslagen en stond halverwege januari bovenaan. The Gulls verloren op 19 januari hun eerste wedstrijd sinds de aanstelling van Johnson, tegen Bath City. Hierna volgde echter een serie van tien overwinning uit 13 wedstrijden. Op 13 april 2019 werd Torquay kampioen van de National League North en keerde zodoende na een seizoen afwezigheid terug op het vijfde niveau. Het was voor de club het eerste kampioenschap sinds 1927.
In het seizoen 2020/21 stonden de Gulls het merendeel van het seizoen bovenaan in de National League, maar door een slechte vorm moesten ze aan het einde van het seizoen genoegen nemen met een play-off plek. In de halve finale van de play-offs versloeg Torquay United na verlenging Notts County. In de finale kwam Torquay te spelen tegen Hartlepool United. Laatstgenoemde ploeg nam de leiding in de eerste helft, voordat Torquay-doelman Lucas Covolan in de 95e minuut voor de gelijkmaker tekende. De wedstrijd bleef na verlenging 1-1, waarna Torquay United het duel na strafschoppen verloor en zo promotie naar de League Two misliep. Twee jaar later eindigde de ploeg in de degradatiezone van de National League en daalde het af naar het zesde niveau.

## Bekende (oud-)spelers
- John Benson
- Keith Curle
- Manny Duku
- Justin Fashanu
- Arjan van Heusden
- Darren Moore
- Jason Roberts
- Lee Sharpe
- Neville Southall
- Mike Williamson
- Kevin Young

## Trivia
- In 2006 maakte Torquay United bekend spelers die zich bij herhaling bezondigden aan fopduiken, te ontslaan. Naar eigen zeggen waren ze daarmee de eerste club ter wereld die deze maatregelen neemt.[12]

Bath City ·
Chelmsford City ·
Chesham United ·
Chippenham Town ·
Dagenham & Redbridge · 
Dorking Wanderers ·
Dover Athletic ·
Ebbsfleet United · 
Eastbourne Borough ·
Enfield Town · 
Farnborough ·
Hampton & Richmond Borough ·
Hemel Hempstead Town ·
Hornchurch ·
Horsham  ·
Maidenhead United · 
Maidstone United ·
Salisbury ·
Slough Town ·
Tonbridge Angels ·
Torquay United ·
Totton ·
Weston-super-Mare ·
Worthing